# Таммисте, Алексей
Алексей Таммисте (эст. Aleksei Tammiste; 29 июля 1946, Тарту, Эстонская ССР) — советский эстонский баскетболист. Выступал за БК «Калев». Чемпион Европы 1971.

## Биография
Алексей Таммисте — воспитанник эстонского баскетбола. В чемпионате СССР выступал за БК «Калев» с 1965 по 1978 год. Со сборной Эстонии становился серебряным (1967) и бронзовым (1971) призёром Спартакиады народов СССР.
В чемпионате Эстонии выступал за команды «Тарту ЕМТ», БК «Калев», БК «Тарту», «Харью КЕК». Десятикратный чемпион Эстонии (1967—1970, 1972, 1973, 1975—1977, 1979).
С 1966 по 1974 годы периодически привлекался в сборную СССР, завоевал золотую медаль на чемпионате Европы 1971.
С 1980 года – на тренерской работе. В 2001 году награжден Орденом Эстонского Красного Креста IV класса. В 2010 году включен в Зал славы эстонского баскетбола.

## Достижения
- Чемпион Европы: 1971.
- Серебряный призёр чемпионата СССР: 1967.
- Серебряный призёр Спартакиады народов СССР: 1967.
- Бронзовый призёр Спартакиады народов СССР: 1971.